# Run with U
«Run with U» (укр. Бігти з тобою) — пісня азербайджанського рок-гурту Mamagama. Випущена 19 лютого 2025 року. Автори — Гасан «KHVS» Гейдар, Роман Зі та Сафаєл Мішіїв. Композиція представляла Азербайджан на пісенному конкурсі «Євробачення» 2025 року. Музичне звучання пісні порівнювали з творчістю гурту Daft Punk та колективу Chic.

## Історія

### Внутрішній відбір
Азербайджанський мовник İctimai Televiziya (İTV), відповідальний за участь країни в «Євробаченні», 3 серпня 2024 року офіційно підтвердив намір взяти участь у конкурсі 2025 року. Наступного дня, 4 серпня, було оголошено, що і виконавця, і конкурсну пісню буде обрано внутрішнім відбором. İTV запросив зацікавлених виконавців та авторів пісень подавати заявки до 15 вересня 2024 року; автори могли бути будь-якої національності. 4 лютого 2025 року İTV повідомив, що Азербайджан на конкурсі представлятиме гурт Mamagama. Вибір було здійснено журі, до складу якого входили національні та міжнародні фахівці музичної індустрії. Конкурсна пісня гурту, «Run with U», була представлена 19 лютого 2025 року.

### Євробачення 2025
Пісенний конкурс «Євробачення» 2025 року проходив у багатофункціональній арені Санкт-Якобсгалле в Базелі (Швейцарія), та складався з двох півфіналів (13 і 15 травня) та фіналу (17 травня 2025 року). Під час жеребкування 28 січня 2025 року Азербайджан потрапив до першого півфіналу, де виступав у другій половині шоу. Гурт Mamagama не зміг кваліфікуватися до фіналу.